# 1418
| 1418               |
| ------------------ |
| Dødsfald - Fødsler |
|                    |

| Gregoriansk kalender | 1418 MCDXVIII           |
| Ab urbe condita      | 2171                    |
| Armensk kalender     | 867 ԹՎ ՊԿԷ              |
| Kinesiske kalender   | 4114 – 4115 丁酉 – 戊戌 |
| Etiopisk kalender    | 1410 – 1411             |
| Jødisk kalender      | 5178 – 5179             |
| Hindukalendere       |                         |
| - Vikram Samvat      | 1473 – 1474             |
| - Shaka Samvat       | 1340 – 1341             |
| - Kali Yuga          | 4519 – 4520             |
| Iransk kalender      | 796 – 797               |
| Islamisk kalender    | 821 – 822               |

Konge i Danmark: Erik 7. 1396-1439
Se også 1418 (tal)

## Begivenheder
- Silkeborg Slot overdrages til Århus Bispestol.